# جوردن سيمبسون (لاعب كرة قدم)
جوردن سيمبسون (بالإنجليزية: Jordan Simpson)‏ هو لاعب كرة قدم بريطاني في مركز الوسط، ولد في 28 نوفمبر 1998 في سويندون في المملكة المتحدة. لعب مع فوريست غرين.

## وصلات خارجية
- جوردن سيمبسون (لاعب كرة قدم) على موقع قاعدة بيانات كرة القدم.إي يو (الإنجليزية)
- جوردن سيمبسون (لاعب كرة قدم) على موقع Soccerway.com (الإنجليزية)